# Paví král
Paví král je československá pohádka z roku 1978, režírovaná Jiřím Adamcem. Pohádka byla natočena na motivy pohádky Františka Hrubína.

## Děj
Princezna Růžička dostane k narozeninám páva. Velmi si ho zamiluje a tráví s ním mnoho času. Její rodiče a bratři se snaží najít Růžičce jinou zábavu, aby tolik času s pávem netrávila. Jednoho dne si Růžička s pávem povídá a on se jí zeptá, kdy se vdá. Růžička mu odpoví, že až přepluje moře, překoná hoře, cestičkou z oblázků dojde si pro lásku. Růžičce poté páv zmizí z náručí. Růžiččini bratři se vydají páva hledat.
Růžiččini bratři dojdou až k moři. Ryba jim slíbí, že je převeze na druhou stranu moře, když jí splní slib, že se vrátí za třikrát sedm dní. Princové pak dojdou až do zámku prince Radovana, pavího krále. Vypráví mu o Růžičce a on si na Růžičku i na její bratry rozvzpomene. Paví král pak nechá poslat pro Růžičku a princové se vydají zpět k moři za rybou. Pavímu králi slíbí, že se vrátí za třikrát sedm dní.
Růžička se vydá na cestu lodí, na kterou s sebou vezme i Hněvku a sluhu Gabriela. Hněvka s Gabrielem vynesou Růžičku i s její postelí z její kajuty a hodí do vody. Hněvka se pak vydává za Růžičku. Po připlutí lodi na pobřeží se Hněvka zděsí pávů. V zámku pavího krále se Hněvky paví král zeptá, kdy se vdá a ona mu odpoví, že třeba hned. Paví král začne verš: "Cestičkou z oblázků ..." a Hněvka ho doplní "... na myším ocásku". Paví král tak pozná, že to není pravá Růžička. Se svatbou chce počkat, až se vrátí růžiččini bratři, protože jejich slovu věří.
Princové na pobřeží vidí svoji sestru Růžičku připlouvat na posteli, kterou nesou ryby. Matka ryba, které princové dali slib, chce, aby si princové vzaly její dcery. Princové, protože to slíbili, souhlasí, čímž z rybí podoby vysvobodí matku a sestry pavího krále, které do rybí podoby zaklel zlý kouzelník, jehož matka pavího krále odmítla vzít si za manžela.
Paví král čeká smutně na svém trůně, když k němu přistoupí Růžička s tím, že cestičkou z oblázků došla si pro lásku. Paví král je šťastný, rodina pavího krále se seznamuje s rodinou Růžičky a může být svatba (tedy tři svatby).

## Obsazení
| Jarmila Švehlová   | princezna Růžička        |
| Petr Svoboda       | princ Radovan, paví král |
| Ivan Luťanský      | princ Dobroslav          |
| Marcel Vašinka     | princ Mojmír             |
| Luděk Munzar       | král                     |
| Milena Dvorská     | královna                 |
| Taťjana Medvecká   | Hněvka                   |
| Jaroslava Adamová  | matka Hněvky             |
| Jan Přeučil        | sluha Gabriel            |
| Petr Oliva         | sluha pavího krále       |
| Blanka Bohdanová   | matka pavího krále       |
| Světlana Nálepková | sestra pavího krále      |
| Jana Leichtová     | sestra pavího krále      |
| Ladislav Pešek     | vypravěč                 |